# Pontyalakúak
A pontyalakúak (Cypriniformes) a csontos halak (Osteichthyes) főosztályába a sugarasúszójú halak (Actinopterygii) osztályába tartozó rend. 3 öregcsalád és 53 család tartozik a rendhez.
A pontyalakúak a halak egyik legnagyobb fajszámú rendje, főleg édesvíziek. Ausztrálián, Madagaszkáron és az amerikai trópusokon kívül általánosan elterjedtek.

## Anatómia
Alakjukban és életmódjukban változatosak, de van néhány közös tulajdonságuk. Jellegzetességük a Weber-féle szerv, amelyet három páros csont (incus, malleus, stapes) alkot, ezek hanghullámokat továbbítanak az úszóhólyag és a belső fül között. Hasúszóik a has közepén vannak. A mellúszóban és a farokalatti úszóban általában 1, a hátúszóban 1-2 csontos úszósugár lehet. Szájuk fogatlan, garatcsonti fogaik lehetnek. Számos fajukra jellemző a teleszkópszerűen előrenyújtható, „kiölthető” száj, amely a táplálékfelvételben fontos.

## Rendszerezés
A rendbe az alábbi öregcsaládok és családok tartoznak:
- Öregcsalád: Cobitoidea
  - kövicsíkfélék (Balitoridae)
  - Botiidae
  - Catostomidae
  - csíkfélék (Cobitidae)
  - algaevő pontyfélék (Gyrinocheilidae)
  - Nemacheilidae
- Öregcsalád: Cyprinoidea
  - pontyfélék (Cyprinidae)
  - Psilorhynchidae
- Öregcsalád: Paedocyprinoidea Richard L Mayden & Wei-Jen Chen, 2010
  - Paedocyprinidae